# Кислота Каро
Кислота́ Каро́ (перо́ксомо́носульфа́тна кислота́, надсульфа́тна кислота́) — неорганічна сполука, що належить до класу надкислот.

## Зовнішній вигляд
Безбарвні кристали. Температура плавлення 45 °C.

## Історія відкриття
Її відкрив німецький хімік Генріх Каро в кінці XIX століття.

## Отримання
- Реакція хлорсульфонової кислоти і пероксиду водню:

{\displaystyle \mathrm {H_{2}O_{2}+ClSO_{2}OH\longrightarrow H_{2}SO_{5}+HCl} }
- Реакція персульфату калію і сульфатної кислоти[2]:

{\displaystyle \mathrm {K_{2}S_{2}O_{8}+H_{2}SO_{4}+H_{2}O\longrightarrow H_{2}SO_{5}+2KHSO_{4}} }
- Взаємодією концентрованих пероксиду водню і сульфатної кислоти:

{\displaystyle \mathrm {H_{2}O_{2}+H_{2}SO_{4}\longrightarrow H_{2}SO_{5}+H_{2}O} }

## Хімічні властивості
- Окисляє анілін до нітробензену.
- Окисляє йодид іон до йоду.
- З ацетоном дає перекис ацетону.

## Токсикологія і безпека
Пероксомоносульфатна кислота є сильним окисником, і багато органічних речовин при контакті з нею спалахують.

## Застосування
Пероксомоносульфатну кислоту вживають для дезінфекції (наприклад, басейнів), а її солі металів з лугами застосовують при делігніфікації деревини.
Амонійні, калійні і натрієві солі кислоти Каро служать як ініціатори радикальної полімеризації у травленні, покращенні ґрунту і знебарвленні масел.
Пероксомоносульфат калію KOSO 2OOH використовується як окислювач.